# 柴田美保子
柴田 美保子（しばた みほこ、1948年〈昭和23年〉5月31日 - ）は、日本の女優。本名、市川 美保子、旧姓名、芸名と同じ。別名義、柴田 未保子、柴田 三保子。夫は脚本家の市川森一。
大阪府大阪市出身。金蘭短期大学卒業。石井光三オフィス、富士企画に所属していた。

## 人物
小学1年生のときアカデミー児童劇団に入団し、大阪での舞台やラジオで活動していた。その後、アクタープロに移籍。1965年、大阪府立生野高等学校2年在学中、NHKの連続ドラマ『チコちゃん日記』の主演を務めデビュー。『チコちゃん日記』出演当時は授業が終わるとすぐに収録現場に駆け付け、無欠席であった。
映画、テレビドラマ、ワイドショーの司会など幅広い分野で活躍している。『ワイドサタデー』での共演が縁で、「伊丹組」の一員として、伊丹十三監督の作品に数多く出演した。
1972年4月に結婚した市川森一とは芸能界きってのおしどり夫婦として知られた。市川が脚本を担当していた『マキちゃん日記』で出会い、柴田が『中学生日記』で共演し市川の友人でもあった森本レオの紹介で交際が始まった。この時期には、スタッフの計らいで『千葉周作 剣道まっしぐら』や『シルバー仮面ジャイアント』など市川が脚本を担当していた作品に出演している。現在は市川の脚本の無料閲覧化などの資料保護活動も行っている。2013年には、市川がライフワークとしていた『古事記』の舞台化を義妹の市川愉味子とともに実現した。

## エピソード
- 『シルバー仮面』では、主演の柴俊夫よりも助演の篠田三郎との共演場面が多かったため、後年になり同作は篠田が主演であったと記憶違いをしていた[7]。
- 特撮に出演するのは好きであったといい、『仮面の忍者 赤影』で吊られた状態の周りで火花が散るシーンは楽しかったと述べている[7]。

## 出演作品

### テレビドラマ
- チコちゃん日記（1965年、NHK） - 清水知栄子
- 仮面の忍者赤影 第19話「忍法つむじ傘」（1967年、KTV） - おいと
- 素浪人 月影兵庫（NET） 
  - 第2シーズン 第9話「親なし狐が鳴いていた」（1967年）
  - 第2シーズン 第63話「お化けに足が生えていた」（1968年） - お雪
  - 第2シーズン 第85話「タダ酒飲んでも冴えていた」（1968年）
- 銭形平次 （CX）
  - 第104話「番神堂異聞」（1968年） - おふさ
  - 第155話「誓いの匕首」（1969年）
- 待っていた用心棒（1968年、NET）
- 帰って来た用心棒（1968年、NET）
- マキちゃん日記（1969年、YTV）
- 素浪人 花山大吉 第1シーズン第34話「海にもぐれぬ海女もいた」（1969年、NET）
- 徳川おんな絵巻（1970年、KTV）
- 彦左と一心太助 第52話「一心世のため人のため」（1970年、TBS） - お絹
- 大忠臣蔵（1971年、NET）
- 大岡越前 第2部 第20話「若様誘拐事件」（1971年、TBS） - おとき
- 千葉周作 剣道まっしぐら 第36話「ばらもん地獄の娘」（1971年、TBS）- 萩野
- 刑事くん（TBS）
  - 第1部 第20話「愛の航海」（1972年）
  - 第2部 第8話「この子の涙は母を求めて」（1973年、TBS） - 弥生
- ライオン奥様劇場・落城の舞い（1972年、フジテレビ） - 小雪
- シルバー仮面ジャイアント 最終回「アンドロメダ2001」（1972年、TBS） - アンドロメダ星人ドリー
- 緊急指令10-4・10-10 第24話「黒いサソリの恐怖」（1972年、NET） - 加代
- 必殺シリーズ（ABC）
  - 必殺仕置人 第7話 「閉じたまなこに深い渕」（1973年） - お糸
  - 助け人走る 第15話「悪党大修業」（1974年） - お軽
  - 必殺仕業人 第9話「あんたこの仕組をどう思う」（1976年） - およう
  - 必殺からくり人 第7話「佐渡からお中元をどうぞ」（1976年） - おゆう
- 伝七捕物帳 第54話「晴れ姿、おんな纒」（1975年、NTV） - お町
- 傷だらけの天使 第26話「祭りのあとにさすらいの日々を」（1975年、NTV）
- お耳役秘帳 第15話「異聞隠密ばなし」（1976年、KTV） - 美代
- 太陽にほえろ! 第195話「ある殺人」（1976年、NTV） - 三田村ひろこ
- あかんたれ（1976年、THK） - ミシンの先生・田中みよ
- おていちゃん（1978年、NHK）
- 水戸黄門　第11部第23話　鎌倉彫にかけた意地　おきぬ

### 映画
- 横堀川（1966年、松竹）
- 若親分を消せ (1967年) - 小日向英子
- タンポポ（1985年）- 歯医者の助手
- マルサの女2（1988年）- 受口繁子
- あげまん（1990年）- 映画の中の付き添いの女
- 静かな生活（1995年）- ママ

### 舞台
- 神話音楽劇ドラマティック古事記 FIRST LOVE 神々の愛の物語（2024年） - 語り部[9]

### 司会
| 期間         | 期間          | 番組名                             | 役職           |
| ------------ | ------------- | ---------------------------------- | -------------- |
| 1970年10月   | 1983年3月     | ワイドサタデー（朝日放送）         | レギュラー担当 |
| 1972年4月4日 | 1973年3月29日 | あなたのワイドショー（日本テレビ） | 火～木曜日担当 |
| 1980年4月    | 1986年9月     | モーニングショー（テレビ朝日）     | サブ担当       |
| 1987年       | 1987年        | ビバ・レディー（朝日放送）         | 金曜日担当     |